# Felicitas Baumeister
Felicitas Baumeister, genannt Fe Baumeister, (geboren am 26. April 1933 in Stuttgart) ist die Nachlassverwalterin ihres Vaters Willi Baumeister und hat ein umfangreiches Archiv über das Werk ihres Vaters aufgebaut.

## Leben und Werk
Felicitas Baumeisters Eltern waren der Maler Willi Baumeister und die Malerin Margarete Oehm (auch Margrit Baumeister). Der Gestalter Hans Warnecke war ihr Patenonkel. Sie wuchs in Stuttgart auf, 1943 zog ihre Familie nach Bad Urach. In den letzten Kriegswochen flohen sie nach Horn am Bodensee. Nach dem Krieg zogen die Familie wieder nach Stuttgart, da Willi Baumeister 1946 zum Professor an der Kunstakademie Stuttgart berufen worden war. Felicitas Baumeister besuchte das Hölderlin-Mädchengymnasium in Stuttgart und absolvierte eine Ausbildung zur Damenschneiderin im renommierten Stuttgarter Modesalon Karg, die sie 1955 abschloss. Dort lernte sie Roland Karg kennen, mit dem sie später 20 Jahre verheiratet war.

### Nachlassverwalterin
Als ihr Vater 1955 unerwartet starb, nahm sie eine Bestandsaufnahme seines Nachlasses vor, unter den Unterstützern und Ratgebern bei dieser Aufgabe waren der Galerist Herbert Herrmann, die Studenten ihres Vaters und Will Grohmann, mit dem sie gemeinsam das Werkverzeichnis der Gemälde erstellte und 1963 als Monographie veröffentlichte. Mit ihrer Mutter und ihrer Schwester Krista Gutbrod übernahm sie die Verwaltung des Nachlasses. Ihr erster internationaler Auftritt war 1960 auf der Biennale in Venedig, auf der Willi Baumeister geehrt wurde und sie die Zusammenstellung und Präsentation der zu zeigenden Gemälde verantwortete.
Baumeisters Mutter starb 1978. Seit dem Tod ihrer Schwester 1995 unterstützt ihr Neffe Jochen Gutbrod sie bei der Nachlassverwaltung. 2005 übergaben beide das Archiv Willi Baumeisters aus dem Privatbesitz als Dauerleihgabe an das Kunstmuseum Stuttgart, 2008 gründeten sie die Willi-Baumeister-Stiftung.
Felicitas Baumeister hat mehrere Jahrzehnte lang durch ihr Sortieren, Kuratieren, Archivieren, Bewerten, Ausstellen dazu beigetragen, dass die „Position des Werks ihres Vaters in der modernen Kunstgeschichte eindeutig verankert“ wurde. Alle Schaffensgebiete ihres Vaters sind in ihrer Herausgeberschaft in Werksverzeichnissen erschienen, sie hat zahlreiche Ausstellungen im In- und Ausland betreut unterstützt das Archiv Baumeister mit ihrer Expertise.
Für ihre Arbeit am Aufbau des bedeutenden Archivs wurde sie 2010 von der Staatliche Akademie der Bildenden Künste Stuttgart als erste Frau zur Ehrensenatorin ernannt. 2020 wurde Baumeister für ihre Verdienste mit der Staufermedaille, einer persönlichen Auszeichnung des baden-württembergischen Ministerpräsidenten Winfried Kretschmann, ausgezeichnet.

## Veröffentlichungen als Herausgeberin (Auswahl)
- Felicitas Baumeister, Peter Beye: Willi Baumeister. Werkkatalog der Gemälde. Hatje Cantz Verlag, Stuttgart 2002.
- Felicitas Baumeister, Heinz Spielmann: Werkkatalog der Druckgrafik. Hatje Cantz Verlag, Stuttgart 2005.
- Felicitas Baumeister, Gerd Presler: Willi Baumeister. Werksverzeichnis der Skizzenbücher. Deutscher Kunstverlag, Berlin 2010.

- Felicitas, Baumeister, Ulrike Groos (Hrsg.): Willi Baumeister International. Schriften des Archiv Baumeister im Kunstmuseum Stuttgart Band 4. 2013.

## Ehrungen
- 2010: Ehrensenatorin Staatliche Akademie der Bildenden Künste Stuttgart[3]
- 2020: Staufermedaille[1]

## Videos
- Die Kunst, die mein Vater schuf - Willi Baumeisters Tochter erinnert sich (Teil 1/4)
- Die Kunst, die mein Vater schuf - Willi Baumeisters Tochter erinnert sich (Teil 2/4)
- Die Kunst, die mein Vater schuf - Willi Baumeisters Tochter erinnert sich (Teil 3/4)
- Die Kunst, die mein Vater schuf - Willi Baumeisters Tochter erinnert sich (Teil 4/4)